# Austro-Américains
Les Austro-Américains sont des Américains ayant en partie ou en totalité des ancêtres originaires d'Autriche.
Selon l'American Community Survey, pour la période 2011-2015, 691 454 personnes se déclarent avoir des ancêtres autrichiens. Les États qui ont la plus large population avec une ascendance autrichienne sont New York (76 658), la Californie (74 984), la Pennsylvanie (52 461), la Floride (48 036) et le New Jersey (35 546). Ces estimations ne sont pas toujours proches de la réalité, étant donné que beaucoup de Germano-Américains ont des ancêtres venant d'Autriche ; avant la Première Guerre mondiale, quand beaucoup de Germano-Américains avaient immigré, les Autrichiens étaient considérés comme un groupe d'Allemands (comme les Bavarois, et les Saxons).